# 长龙镇 (崇义县)
长龙镇，是中华人民共和国江西省赣州市崇义县下辖的一个乡镇级行政单位。

## 行政区划
长龙镇下辖以下地区：
长龙村、南田村、沈埠村、小摆村、大摆村、葫芦村、拨萃村和新溪村。